# Melba Moore
Melba Moore, geboren als Beatrice Melba Hill (New York, 29 oktober 1945), is een Amerikaanse r&b-zangeres en actrice.

## Carrière
De carrière van Moore begon in 1967 als Sheila in de Off-Broadway- en vanaf 1968 Broadway-productie van de musical Hair. In 1970 won ze een Tony Award als beste bijrol-vertolkster in een musical voor haar rol van de Lutiebelle Gussie Mae Jenkins in Purlie. In 1978 trad ze naast Eartha Kitt op als Marsinah in Timbuktu!
Samen met Clifton Davis presenteerde ze in 1972 een eigen televisieshow. Vanaf midden jaren 1970 had Moore ook succes met haar platen. Haar debuutalbum I Got Love leverde haar een Grammy-nominatie op als «Best Newcomer». In 1976 werd ze voor haar opname Lean On Me, waarin ze een toon 35 seconden lang volhield, ook genomineerd voor een Grammy Award in de categorie «Best Female R&B Vocal Performance». Verdere hits waren This Is It (1976), You Stepped Into My Life (1978), Love's Comin' at Ya (1982), Read My Lips (1985) en Falling (1987). Zeer succesvol waren ook haar duetten A Little Bit More (1986) en I Can't Complain (1988) met de r&b-zanger Freddie Jackson.
In 1979 kreeg Moore een kleine rol in de verfilming van Hair. In 1986 had ze een eigen sitcom, Melba, die echter na enkele afleveringen werd stopgezet.
In 1990 nam Moore met andere Afro-Amerikaanse artiesten als Anita Baker, Dionne Warwick en Stevie Wonder de song Lift Ev'ry Voice and Sing op, het lied van de Afro-Amerikaanse burgerrechten-vereniging. Uiteindelijk werd het lied in het staatsblad Congressional Records van het Amerikaanse Congres als officieel volkslied van de Afro-Amerikanen aanvaard.
Tijdens de jaren 2000 concentreerde Moore zich meer op gospelmuziek. Verder treedt ze af en toe op in Broadway-shows.
In 2003 speelde ze in de film The Fighting Temptations aan de zijde van Cuba Gooding jr. en Beyoncé Knowles.
In 2023 kreeg Moore een ster op de Hollywood Walk of Fame.

## Discografie

### Studio- en live-albums
- 1970: I Got Love (Mercury Records)
- 1971: Look What You're Doing to the Man (Mercury Records)
- 1972: Melba Moore Live! (Mercury Records)
- 1975: Peach Melba (Buddah Records)
- 1976: This Is It (Buddah Records)
- 1976: Melba (Buddah Records)
- 1977: A Portrait of Melba (Buddah Records)
- 1978: Melba (Epic Records)
- 1979: Burn (Epic Records)
- 1980: Closer (Epic Records)
- 1981: What a Woman Needs (Capitol Records)
- 1982: The Other Side of the Rainbow (Capitol Records)
- 1983: Never Say Never (Capitol Records)
- 1985: Read My Lips (Capitol Records)
- 1986: A Lot of Love (Capitol Records)
- 1988: I'm in Love (Capitol Records)
- 1990: Soul Exposed (Capitol Records)
- 1999: Solitary Journey (Orpheus)
- 2001: A Very Special Christmas Gift (Believe Music/Lightyear)
- 2002: A Night in St. Lucia (Image)
- 2003: I'm Still Here (Shout Glory)
- 2004: Nobody But Jesus (Believe Music/Lightyear)
- 2007: Live in Concert (Soul Concerts)
- 2009: The Gift of Love (Shanachie, met Phil Perry)
- 2016: Forever Moore (Muzikk Matrixx)

### Compilaties
- 1979: Dancin' with Melba (Buddah Records)
- 1979: Get Into My Mind (51 West)
- 1981: Sweet Melba (Accord)
- 1994: Greatest Hits (Unidisc)
- 1995: This Is It - The Best of Melba Moore (Razor & Tie)
- 1996: The Magic of Melba Moore: A Little Bit Moore (EMI Records)
- 2015: The Essential Melba Moore (RCA Records/Legacy, alleen als download)

- Bibsys: 2104652
- Bibliothèque nationale de France: cb13897674q (data)
- Gemeinsame Normdatei: 134465938
- International Standard Name Identifier: 0000 0001 1487 1366
- Library of Congress Control Number: n88644933
- MusicBrainz: 3dd35366-4551-4818-bc87-c0fd83f002b1
- Nationale Bibliotheek van Tsjechië: xx0110942
- Nationale Bibliotheek van Israël: 987007338166505171
- Nederlandse Thesaurus van Auteursnamen: 072997273
- Réseau des bibliothèques de Suisse occidentale: 02-A022733373
- SNAC: w6t74347
- Système universitaire de documentation: 252705858
- Virtual International Authority File: 2657067
- WorldCat: E39PBJbCJvdYtWt9JCrRmWgFrq